# Ана-Юрт
Ана-Юрт (крим. Ana Yurt) — село в Сімферопольському районі Автономної Республіки Крим. Підпорядковане Трудівській сільській раді.
Засноване 23 вересня 2008 року за постановою Верховної Ради України № 580-17 .
Сільський населений пункт Ана-Юрт утворився в межах території, що знаходиться в підпорядкуванні Трудівської сільської ради Сімферопольського району, на землях, виділених із землекористування колишнього радгоспу «Дубки» під садибну забудову.
Назва «Ана-Юрт», що в перекладі з кримськотатарської означає «Батьківщина», символізує повернення депортованих громадян на батьківщину і на якій компактно розміщені зазначені громадяни.
Проєкт забудови житлових мікрорайонів був виконаний інститутом «КримНДІпроект» на замовлення Управління капітального будівництва Республіканського комітету у справах національностей та депортованих громадян.
Сьогодні в селі Ана-Юрт 52 житлові будинки, у яких проживає 112 осіб. Село розташоване на відстані 7 км від центру Трудівської сільської ради.
У населеному пункті передбачається розміщення магазинів товарів повсякденного попиту, комплексного прийомного пункту підприємства побутового обслуговування. Уся територія житлових кварталів облаштовується та озеленюється.

## Вулиці
Список вулиць: вулиця Гаспринського, вулиця Ізмайлова, вулиця Кримська, вулиця Чобан-Заде, вулиця Азатлик, вулиця Таксаба, вулиця Отар, вулиця Майнакська, вулиця Чатирдагська, вулиця Шираза, вулиця Тавр, вулиця Гулистанська, вулиця Рональда Рейгана, вулиця Омерова, вулиця Демерджі, вулиця Братів Бекаєвих, вулиця Кача, вулиця Достклик, вулиця Кокташ, вулиця Бахтли, вулиця Айбар, вулиця Нурли.

## Джерело
- Пояснювальна записка про присвоєння новоутвореному населеному пункту Сімферопольського району Автономної Республіки Крим найменування — село Ана-Юрт